# Galerians
Galerians (ガレリアンズ, Garerianzu) est un jeu vidéo de survival horror sorti sur PlayStation en juin 2000.
Une suite : Galerians: Ash est sortie en 2003 sur PlayStation 2.
un anime : Galerians: Rion, qui reprend l'histoire du jeu, est sorti en 2004.

## Synopsis
Nous sommes en l'an 2522 à Michelangelo City. Le Dr Steiner et le Dr Pascale, deux éminents chercheurs, ont mis au point un super-ordinateur capable de penser par lui-même et d'améliorer ses circuits tout seul. Ils le nommèrent "Dorothy". La mission de Dorothy était de gérer les besoins en énergie de Michelangelo City et de ses habitants, leur assurant une vie paisible et harmonieuse.
Cependant, à force de voir le crime, la violence et la délinquance s'accroître dans la ville, Dorothy remit en doute les règles qui composaient la base de son système; "Pourquoi suis-je obligée de protéger les humains? Pourquoi suis-je contrainte d'assurer leur bien-être et leur confort alors qu'eux-mêmes passent leur temps à se détruire?". Alors que ces questions plongeaient Dorothy dans un doute de plus en plus profond, le Dr Steiner, pensant régler le problème, apprit à Dorothy l'existence de Dieu.
Il lui expliqua que toutes personnes avait un destin tracé par Dieu et qu'elles étaient obligés de le suivre car Dieu les avaient créées. De même que Dorothy devait servir les humains et leur obéir car, vu que c'était deux humains qui l'avait créée, les humains étaient par conséquents ses Dieux. Dorothy sembla accepter cette explication et se remit à servir la ville.
Mais, en secret, elle fit main basse sur tous les systèmes électroniques de la ville, prit le contrôle total de l'hôpital et fit des testes sur le génome humain et les possibilités des capacités d'un Dieu. Ces test, et les conclusions qui s'ensuivirent, prirent la forme du "Programme Famille". Un programme consistant à cloner de jeunes adolescents afin d'en faire des Galerians, humains génétiquement modifiés ayant des pouvoirs psychiques, et de leur implanter de faux souvenirs de façon qu'ils croient que Dorothy est à la fois leur mère et leur Déesse et que, par conséquent, ils lui devaient respect et obéissance. Dorothy projette alors de lancer ses « enfants » à la conquête du monde afin d'instaurer un nouveau règne. Un règne où elle serait le Dieu unique de toute chose et où les humains, créatures inférieures et faibles, seraient éliminées. Les Galerians peuvent utiliser leurs pouvoirs psychiques grâce à l'ingestion oral ou par injection de médicaments spécialement conçu en cette utilité, appelés « P.P.E.C. » (« Psychic Power Enhancement Chemicals » signifiant « Médicaments [ou Produits Chimiques] Renforçant les Pouvoirs Psychiques »).
Dès que le Dr Steiner eut vent des projets de Dorothy, il essaya de la désactiver à partir du terminal situé dans sa propre maison, mais Dorothy avait déjà sécurisé tous ses systèmes et transféré son unité principale dans la Mushroom Tower, bâtiment ultra-sécurisé de la ville. Cependant, le Dr Steiner et le Dr Pascale avaient prévu une éventuelle perte dangereuse de contrôle de leur création en laissant volontairement une « faille » dans le disque dur central de Dorothy que, même elle, ne pouvait effacer. Cette faille pouvait faire s'auto-détruire les systèmes qui la constituaient grâce à un virus qui devait être transféré via son terminal principal.
Malheureusement, en raison du déplacement des données de Dorothy dans la Mushroom Tower, il est devenu quasi impossible d'atteindre son terminal principal et d'y transférer le fameux virus. Alors, le Dr Steiner prit la décision d'implanter le virus dans le cerveau de la fille de son confrère, Lilia Pascale, ainsi que le programme de lancement du virus dans le cerveau de son propre fils, Ryan Steiner (Rion Steiner, au JP, DE, IT, UK et aux U.S.A.). Dès que Dorothy prit connaissance de ce virus, elle envoya ses Galerians pour tuer le Dr Steiner à son domicile. Cependant, Lilia avait déjà fui mais son père, ainsi que les parents de Ryan, furent tués et Ryan fut emmené à l'Hôpital de Michelangelo City pour y devenir un membre du Programme Famille.
C'est à ce moment que le jeu débute.

## Système de jeu
Le gameplay de Galerians s'inspire de Resident Evil et Parasite Eve.
L'univers du jeu est de style cyberpunk.
Le héros doit s'injecter diverses substances pour pouvoir continuer à avancer dans le jeu. Les ressources étant limitées, le joueur peut se retrouver bloqué si sa progression ne s'avère pas suffisamment efficace. Ryan requiert en particulier des injections régulières de Delmétor afin de faire redescendre sa barre de DP (Drug Power). Quand cette barre violette est pleine, Ryan ne peut plus attaquer. Si le joueur essaye d'utiliser ses pouvoirs, Ryan change d'état : il émane de lui de fortes énergies qui infligent beaucoup de dégâts aux ennemis environnants ; mais en contrepartie il devient très lent à déplacer et perd rapidement de la vie.

## Les protagonistes
Ryan Steiner (リオン シュタイナー) né en 2506.
Un adolescent qui se réveille à l'hôpital sans aucun souvenir de qui il est. Il a acquis des pouvoirs psychiques à la suite d'expérimentations menées par l'hôpital. Appelé par la voix d'une fille nommée Lilia, il s'échappe de l'hôpital et commence la recherche de Lilia et de son identité. Ses pouvoirs psychiques sont très divers, cela peut aller de l'onde de choc à la pyrokinèsie en passant par la psychométrie.
Lilia Pascalle (リリア パスカーレ) née en 2508.
L'ami d'enfance de Ryan et la fille de M. Pascalle, un collègue du père de Ryan. Elle est dotée de la télépathie. le Dr Steiner décide de lui faire quitter la maison des Steiner afin de la cacher, elle et le programme virus, des Galerians. Il lui a également dit de se servir de son pouvoir de télépathie pour atteindre Ryan.

### Les antagonistes
Dr. Lem (ドクター レム) 55ans.
Le médecin-chef à l'hôpital où se réveille Ryan, le Dr Lem a conduit les expériences menées sur Ryan. Il est un fanatique adepte de Dorothy, qu'il appelle "le nouveau maître de la création". Il est un cyborg, ou peut-être un androïde.
Birdman (バードマン) 20ans.
Un Galerian, sa capacité spéciale est la téléportation. Birdman est narcissique et il a une personnalité destructrice. Il est à la recherche de Lilia sur les ordres de sa mère, Dorothy. Pour ce faire, il suit Ryan depuis sa sortie de l'hôpital jusque dans sa maison familiale. Ayant reçu une information suffisante quant à la localisation de Lilia, il décide de tuer Ryan.
Rainheart (レインハート) 15ans.
Un Galerian, sa capacité spéciale est la psycho-illusion, sorte d'hallucination mentale tellement réaliste que sa victime est persuadée que ce qu'elle voit est réel. À un tel point que cela finit par la tuer. Rainheart est victime d'un dédoublement de personnalité extrêmement violent; l'une de ses personnalité est celle d'un enfant peureux et geignard. l'autre est celle d'un tueur sadique et froid. Il passe de gentil à méchant par l'injection (forcée) de P.P.E.C. spéciaux. Le côté gentil est terrorisé par le côté sadique, qu'il appelle, "Le Monstre".
Rita (リタ) 17ans.
Une Galeriane, elle contrôle la télékinésie. La personnalité de Rita est généralement sauvage et violente, mais elle a un côté doux aussi. Elle a un sentiment de parenté avec Rainheart. Elle a remis en cause son existence et a fini par détester sa vie car elle ne se sent pas plus qu'un objet destructeur sans âme.
Caïn (カイン) 16ans.
Le dernier Galerian, Caïn est le jumeau de Ryan. Caïn affirme que lui et Ryan sont des Galerians clonés à partir du vrai Ryan Steiner, celui-ci n'était pas un clone et qui est mort depuis longtemps.

### Doublage

#### Voix japonaises
- Akira Ishida : Ryan Steiner / Caïn
- Shiho Kikuchi : Lilia Pascalle
- Yuka Imai : Rita
- Takehito Koyasu : Birdman
- Tomomichi Nishimura : Dr Lem
- Kenichi Suzumura : Rainheart

#### Voix américaines
- Frank Newman : Ryan Steiner / Caïn
- Julie Maddelena : Lilia Pascalle
- Kendra Barnhart : Rita
- Bo Williams : Birdman
- Richard Epcar : Dr Lem
- David Oumansky : Rainheart

#### Voix françaises
- David Lesser : Ryan Steiner / Caïn
- Annabelle Roux : Lilia Pascalle
- Frédérique Charpentier : Rita
- Paolo Domingo : Birdman
- Régis Reuilhac : Dr Steiner
- Bernard Lanneau : Dr Lem
- Brigitte Lecordier : Rainheart
- Maria Tamar : Dorothy
- Sylvie Feit : Voix additionnelles féminines
- Éric Etcheverry Flamino Corcos et Gérard Dessalles : Voix additionnelles masculines

## Postérité
En 2018, la rédaction du site Den of Geek mentionne le jeu en 34e position d'un top 60 des jeux PlayStation sous-estimés : « Galerians est un des clones de Resident Evil les plus intéressants [...], bien qu'il soit à l'origine passé inaperçu à côté de Resident Evil et Silent Hill. »